# Tyndalizacja
Tyndalizacja, pasteryzacja frakcjonowana – metoda konserwacji żywności w puszkach, która polega na dwu-trzykrotnej pasteryzacji przeprowadzanej w odstępach 1-3-dniowych. Termin wywodzi się od nazwiska irlandzkiego uczonego Johna Tyndalla. Ze względu na koszty nie znalazła powszechnego zastosowania.

## Mechanizm działania
- Pierwsza pasteryzacja zabija głównie formy wegetatywne, nie jest w stanie zabić niektórych form przetrwalnych.
- Po upływie doby, pod wpływem impulsu termicznego z przetrwalników rozwijają się kolejne formy wegetatywne bakterii, które giną po drugiej pasteryzacji.
- Trzecia pasteryzacja działa podobnie jak druga, zabijając ewentualne opóźnione bakterie.

## Przykład
Tyndalizacja mięsa – mięso ogrzewa się do temperatury ok. 100 °C, następnie schładza na 48 godzin i ponownie ogrzewa.